# Teppanyaki
Teppanyaki (鉄板焼き, teppan-yaki) é um estilo da culinária japonesa que usa uma chapa de ferro para cozinhar alimentos. A palavra teppanyaki é derivada de teppan (鉄板), que significa prato de ferro, e yaki (焼き), que significa grelhado, cozido ou frito na panela. No Japão, o teppanyaki refere-se a pratos cozidos usando uma grelha de ferro, incluindo bife, camarão, okonomiyaki, yakisoba e monjayaki.

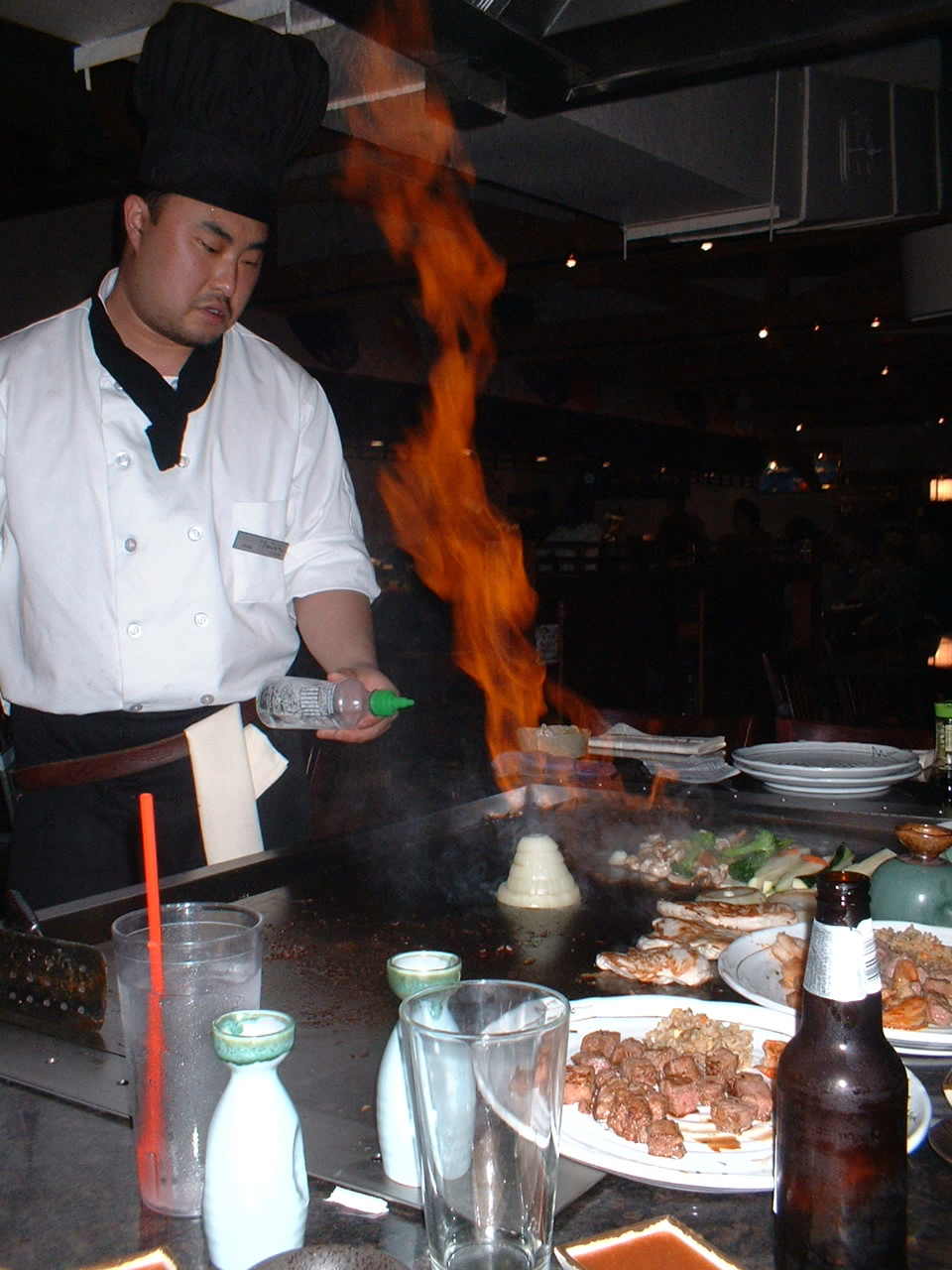
Chef preparando um vulcão de cebolas flamejante

As grelhas modernas de teppanyaki são geralmente superfícies planas aquecidas por propano e são amplamente usadas para cozinhar alimentos na frente dos clientes nos restaurantes. As grelhas de teppanyaki são geralmente confundidas com a churrasqueira hibachi, que possuem um fogo surgido do carvão ou gás e são feitas com um design aberto. Com uma superfície de grelha sólida, o teppanyaki é mais adequado para ingredientes menores como arroz, ovos e verduras cortadas.

## Origem
A origem do estilo teppanyaki de grelhados é a rede de restaurantes japoneses Misono, que introduziu o conceito de cozinhar alimentos influenciados pelo Ocidente em um teppan no Japão em 1945. Eles logo descobriram que o estilo era menos popular junto dos japoneses do que dos estrangeiros, que gostavam de assistir s habilidades dos cozinhèiros preparando a comida bem como a própria comida, que de certa maneira é mais familiar que os pratos japoneses mais tradicionais. À medida que os restaurantes tornaram-se populares como pontos turísticos para não-japoneses, a rede melhorou seus aspectos de performance da preparação do chef, como a produção do vulcão de cebolas flamejante com fatias de cebola.
Outra peça de equipamento na mesma família é uma churrasqueira, consistindo de uma peça lisa de aço sobre queimadores circulares e geralmente menores e redondos, como em um churrasco mongol.

## Ingredientes
Ingredientes típicos usados no teppanyaki ocidental são bife, camarão, vieira, lagosta, frango e verduras sortidas. O molho shoyu é geralmente usado para cozinhar os ingredientes.
O teppanyaki ao estilo japonês pode usar também macarrão (yakisoba) ou repolho com carne ou frutos do mar fatiados (okonomiyaki), que são cozinhados usando óleo vegetal, gordura animal ou uma mistura. No Japão, muitos restaurantes de teppanyaki usam o kobe beef.
Acompanhamentos de vigna radiata, abobrinha (courgettes) (embora ele não seja uma verdura popular no Japão e raramente encontrado no mercado), lascas de alho ou arroz frito geralmente acompanham a refeição. Alguns restaurantes oferecem molhos nos quais mergulhar a comida. No Japão, apenas o shoyu geralmente é oferecido.

## Na América do Norte
Restaurantes que servem o teppanyaki são geralmente conhecidos como  "Hibachi grills" ou "Japanese steakhouses."
Nos Estados Unidos, o teppanyaki se tornou famoso com a rede de restaurantes Benihana, que abriu seu primeiro restaurante em Nova Iorque em 1964. Benihana e outras redes de teppanyaki continuam a enfatizar na apresentação do show pelo chef, continuando a introduzir novas variações e truques. O chef pode fazer malabarismos com utensílios, jogar a cauda do camarão no bolso de sua camisa, colocar um ovo em seu cabelo, jogar um ovo para cima no ar e quebrá-lo com uma espátula, jogar os pedaços de camarão grelhados nas bocas dos clientes ou fazer um vulcão de cebolas. 

## Na América do Sul
Este prato delicioso é bem servido na Festa do Quitute que ocorre na cidade de Jaboticabal (localizada no interior do Estado de São Paulo), festa esta bem conhecida na região de Ribeirão Preto, Franca e em algumas partes do Brasil.